# Walentina Mamontowa
Walentina Nikołajewna Mamontowa (ros. Валентина Николаевна Мамонтова, ur. 25 czerwca?/7 lipca 1895 w Saratowie, zm. 20 maja 1982 tamże) – radziecka selekcjoner roślin, doktor nauk rolniczych.

## Życiorys
W 1912 skończył gimnazjum w Saratowie, później uczyła się na wyższych żeńskich kursach rolniczych w Piotrogrodzie, po ukończeniu których w 1919 została skierowana do pracy w doświadczalnej stacji rolniczej w Saratowie, gdzie pracowała przez następne 57 lat (na bazie stacji w 1930 powstał Wszechzwiązkowy Instytut Zraszanej Gospodarki Zbożowej, w 1933 przemianowany na Wszechzwiązkowy Instytut Gospodarki Zbożowej, w 1938 Wszechzwiązkowy Instytut Gospodarki Zbożowej Południowego Wschodu ZSRR, w 1950 Naukowo-Badawczy Instytut Rolnictwa Południowego Wschodu ZSRR, a w 1955 Naukowo-Badawczy Instytut Gospodarki Rolnej Południowego Wschodu). Była kolejno laborantką, kierownikiem sektora, kierownikiem laboratorium selekcji i nasiennictwa pszenicy jarej. W 1923 zaocznie ukończyła Saratowski Instytut Rolniczy. Była specjalistą w zakresie selekcji pszenicy i innych kultur zbożowych. W 1965 została członkiem KPZR. Od 1972 była konsultantem Naukowo-Badawczego Instytutu Gospodarki Rolnej Południowego Wschodu, w 1976 przeszła na emeryturę. Otrzymała tytuł doktora nauk rolniczych za osiągnięcia naukowe, bez obrony pracy dyplomowej. Napisała 58 prac naukowych. Miała honorowe obywatelstwo Saratowa. Jej imieniem nazwano ulicę w Saratowie.

## Odznaczenia i nagrody
- Medal Sierp i Młot Bohatera Pracy Socjalistycznej (13 września 1965)
- Order Lenina (dwukrotnie, 12 czerwca 1954 i 13 września 1965)
- Order Rewolucji Październikowej (24 czerwca 1975)
- Nagroda Leninowska (1963)
- Order Czerwonego Sztandaru Pracy (11 stycznia 1957)
- Order „Znak Honoru” (28 maja 1936)

I medale.